# Bon-Bon
A Bon-Bon 1995 májusában alakult, pop-rockot játszó magyar könnyűzenei együttes. Alapító tagjai Szolnoki Péter és Török Tamás.

## Története
Szolnoki és Török a Bang Bang nevű formációban találkoztak először, majd megalapították az együttest, amelyet a kezdetektől Szentmihályi Gábor dobos, hangmérnök és zenei producer, később Závodi Gábor zongorista, zeneszerző, szövegíró, hangmérnök és zenei producer is segített.
Első albumuk megalakulásuk évében, 1995-ben jelent meg Kapaszkodj meg! címmel, angol nyelvű változata, a Just a Fool 1996-ban korlátozott példányszámban került a lemezvásárlók kezébe. Egy évvel később, 1997-ben jelent meg második albumuk, a Csak a holnapnak élek, melynek elkészítése közben csatlakozott a csapathoz Duba Gábor szövegíró. Ezt követően szinte évente jelentettek meg lemezeket.
1997. június 30-án az Earth, Wind & Fire előzenekaraként mutatkoztak be a Petőfi Csarnok színpadán. 1998-ban Szolnoki duettet énekelt Auth Csillával, a Color együttes Féltelek című dalának feldolgozását. 1999. november 12-én az Irigy Hónaljmirigy vendégeként 14 000 ember előtt léptek fel a Budapest Sportcsarnokban. Horváth Csaba rendező felkérte őket az Európa expressz című mozifilm főcímdala, a Gengszter dal megírására. 
1999. szeptember 20-án megjelent ötödik albumuk The Name Is Bon… Bon-Bon címmel. A Sexepilem című feldolgozásdaluk az év slágere lett, és ezzel átvehették első aranylemezüket.
2000. március 19-én telt házas lemezbemutató koncertet tartottak a Petőfi Csarnokban, melynek vendégművészei Auth Csilla, az Irigy Hónaljmirigy és a United együttes voltak. Ugyanebben az évben megjelent hatodik albumuk, az Időutazás (1995–2000) című válogatáslemezük.
2001-ben New Yorkban léptek fel a kint élő magyarok előtt, majd megjelent hetedik albumuk, az Irány a légió! 2002 januárjában Herendi Gábor rendező felkérte a zenekart, hogy írjanak főcímdalt a Valami Amerika című filmjéhez. Az azonos című albumért megkapták a harmadik aranylemezüket.
2003 tavaszán jelent meg nyolcadik lemezük, a 008. 
Részt vettek a Dalnokok Ligája című televíziós zenei játékban. Sztárvendégként léptek fel Delhusa Gjon koncertjén. 
Lemezbemutató koncertet tartottak a Petőfi Csarnokban, melynek vendégei a Best Of, a Zanzibar, a Fool Moon, Vujity Tvrtko, és a Police Band voltak. Még ugyanebben az évben Frei Tamással Dél-Afrikába, Szváziföldre utaztak. 
Szeptember végén pedig Ausztráliában koncerteztek, az ott élő magyarok meghívásának eleget téve. 
Szolnoki fellépett a Cserháti Zsuzsa emlékére rendezett koncerten.
2004-ben jelent meg kilencedik albumuk Kapod, amit látsz! címmel, amelyen Ganxsta Zolee és a Kartellel közös dalban énekeltek a barátságról. Szolnoki fellépett Havasi Balázs koncertjén. Dalokat írtak Szűcs Judithnak, többek között a Van, amikor a szívnek hinned kell duettet.
2005-ben megírták a Péntek Esti Sztár című műsor főcímdalát. 
Május 28-án tartották a 10. éves jubileumi koncertjüket a Műegyetem rakparton, amely rögzítésre kerül. Ebben az évben egy drogellenes kampány szervezőinek felkérésére megírták a Keresed rég című dalt.
2006 februárjában főcímdalt írtak a Kútfejek című akció-vígjátékhoz, majd közreműködnek Nagy Tibor szerzői lemezén és feldolgozták a Főnyeremény című dalt. Fenyő Miklós vendégeként léptek fel a Margitszigeti Szabadtéri Színpadon. Dupla élvezet címmel kiadták a 10. éves jubileumi koncerten rögzített dupla lemezüket, amin a 25 koncertdal mellett megtalálható a Kútfejek és a Futok a széllel című stúdió felvétel is.
2007-ben elkészítették a Valami Amerika angol nyelvű változatát „Some Kind America” címmel. 
Három dalt írtak Gesztesi Károly lemezére: (Gyúrunk vazze, Altató, Kútfejek). 
A Krém című műsorban együtt léptek fel Balázs Klárival és Korda Györggyel. 
A Budapest Jazz Orchestrával közösen három Bon-Bon szerzemény (Gengszter dal, Szabad a gazdag, Haverok, buli, szamba) big band-es változatát rögzítik, amelyeket a Jazzy Rádió a mai napig nagy sikerrel játszik. 
Felléptek Patkó Béla (Kiki) előadói estjén a Müpában. Eközben elkészült a tizenegyedik lemezük, az All in, amely pár hét alatt bearanyozódik. A Cukipofa c. kislemez videóklipjében Szőke András szerepel, akinek Bakkerman című filmjében játszottak és a főcímzenét is ők írták.
2008-ban Péter megírta Erdőhegyi Briginek a Bizalom című dalt.
Galler András “Indián” vezényletével, Kál Cecília forgatókönyve alapján, Kerekes Vica főszereplésével leforgatták a Varázsjel című daluk videóklipjét.
Megjelent a Bon-Bon Swing című albumuk, amelyen többek között a Valami Amerika swinges változata is hallható. Ezt egy nagy sikerű lemezbemutató koncert követte a Művészetek Palotájában, a Budapest Jazz Orchestra közreműködésével.
2009-ben a  Bon-Bon tagjai Aigner Ivánnal közösen elindították az Összhang dalt, amihez klipet forgattak a Corvinus Quartett közreműködésével. A kezdeményezéshez olyan neves előadók csatlakoznak, mint Charlie, a Magna Cum Laude, Bódi Guszti, Mujahid Zoli, a Fool Moon, Dopeman, Török Ádám, a Sugarloaf, LL Junior, Torres Dani és Caramel. Ez az úgynevezett „végtelen dal” egyfajta demonstrációnak is tekinthető: akik csatlakoznak hozzá, azok a szívükön viselik a magyar zene sorsát. A résztvevők nem titkolt szándéka egy, a világ leghosszabb zenei művét, s egyben a legtöbb zeneszerzőt és zenészt összefogó Guinness-rekord felállítása. 
A Fonogram díjátadón a Legjobb szórakoztató album kategóriában jelölték a Swing című lemezüket.
Három filmslágerükkel szerepeltek a Csináljuk a fesztivált című zenei szórakoztató műsorban. 
Péter, Auth Csilla Nekem így… c. lemezére két dalt komponált.
2010-ben megjelent a 15 éves jubileumukat ünneplő Bon-Bon zenekar új lemeze Mindig úton címmel. Jubileumi koncertjüket a Népligetben 2010.09.04-én a SzeptEmber Fest-en tartották. 
Péter és Duba Gábor közösen megírják a Bőröndmese című gyerek musicalt, melynek főszereplője a 11 éves Patai Anna, rendezője Gergely Róbert.
2011-ben megjelent a Bon-Bon zenekar 6 dalt tartalmazó EP-je 5.1 címmel. 
Felkérésre megírták az új MTK indulót, melyet a csapat játékosaival együtt közösen rögzítenek. 
Külföldi felkérésre megzenésítették Fethullah Gülen török hitszónok, vallástudós, költő Never című versét és stúdióban rögzítették Hajdu Klára közreműködésével. A duett a Rise Up (Colors of Peace) című lemezen jelent meg külföldön. Ez az album 12 különböző ország zenészeit egyesíti a béke zászlaja alatt.
2012-ben klipet forgattak az Aranyketrec című dalukhoz. 
Swing koncertet adtak a Budapest Jazz Orchestra közreműködésével a Budapest Jazz Clubban. 
Felléptek Tunyogi Bernadett jubileumi koncertjén, az Uránia Színházban.
Péter és Moravetz Levente író-rendező megírta a Tűzbenfagyott című, Báthory Erzsébetről szóló rock-musicalt.
2013-ban a Legenda című tv műsorban Cserháti Zsuzsa emlékére áthangszerelték és előadták a Mennyit ér egy nő, a Szelíden ringasd el és az Új élet kezdődött veled című dalokat. 
Felkérésre megírták az UVSE sporthimnuszát, a Bajnokcsapat című dalt.
2014-ben felléptek Závodi Gábor jubileumi koncertjén a Barba Negrában. 
Ebben az évben megjelent Szolnoki Péter első szólólemeze, a Follow Me címmel, felléptek a Sztárban Sztár című műsorban, Kökény Attila társaságában. Az Alexandra Pódiumon bemutatták Sándor András: Még mindig úton címmel megjelent életrajzi könyvet, amely a Bon-Bon együttesről íródott. Ezzel párhuzamosan megjelent egy válogatáslemez is 20 év, 20 dal címmel.
2015-ben az év elején Amerikában lépnek fel a kint élő magyarok meghívásának eleget téve. 
Péter, Craig David három dalát meghangszerelte szimfonikus zenekarra, amelyet az RnB sztár a Syma Csarnokban adott elő. 
A WOW kiadó gondozásában megjelent állandó szövegírójuk, Duba Gábor könyve, a Szabadon foglak, amelyhez dalt is komponálnak.
2016-ban létrejött Bon-Bon Symphonic című koncert a Tüske Csarnokban. Az esten sztárvendégek: Miklósa Erika, Dér Heni és a Fool Moon acappella együttes is felléptek. Kísért az Óbudai Danubia Zenekar. 
Ebben az évben Szolnoki Péter Izraelben lépett fel a Karmiel táncfesztiválon, a Hair című musical dalaiból összeállított, Gergely Róbert által rendezett előadáson Farkas Olga, Fehér Adrienn, Koós Réka, Tunyogi Bernadett, Bolyki Balázs, Egyházi Géza és Vastag Csaba társaságában. Szolnoki Péter felkérésre dalokat komponál a Pasik a pácban című zenés vígjátékhoz, amelynek rendezője Gergely Róbert, szövegírója Duba Gábor, s amelyet a Stefánia Honvéd Kulturális Központban mutattak be.
2017-ben Szolnoki Péter fellépett a Rapülők együttessel a Papp László Sportarénában, majd a turnén is részt vett. A Bon-Bon szerepelt Sipos Péter jubileumi koncertjén, a Barba Negra Trackben. 
Ebben az évben megjelent a Bon-Bon zenekar tizenötödik lemeze Bé oldal címmel, amelyről az Itt minden a régi c. dalból klipet is forgattak neves színész, zenész barátaikkal együtt: Balázs Andrea, Duba Gábor, Gesztesi Károly, Gubás Gabriella, Halász Gábor, Kautzky Armand, Keönch Anna, Papp Annamária, Pindroch Csaba, Schneider Szilveszter, Szorcsik Viktória. 
2017-ben meghívásra újra amerikai körúton vettek részt, amelynek egyik állomásán nagy sikerű koncertet adtak a Sarasotai Magyar Fesztiválon.
2018-ban Szolnoki Péter fellépett Gergely Róbert 60. éves születésnapja alkalmából rendezettjubileumi koncerten, a Stefánia Honvéd Kulturális Központban. Ebben az évben miskolci Hangok Varázsa tehetségkutató énekverseny zsűrielnökének és a Hangvarázs Musical Tábor énektanárának is felkérték. Moravetz Leventével újabb színpadi művet írtak: a Csődör című kamaramusicalt.
A Bon-Bon zenekar közreműködött a Család-barát 10. éves jubileumi műsorában.
Bujtor Judit és Bujtor Balázs meghívásának eleget téve felléptek a 15 éves Bujtor István Szabadtéri Színpadon, a Tihanyi Szabadtéri Játékok megnyitóján, olyan neves előadók társaságában, mint: Balázs Andrea, Wolf Kati, Balázs Fecó és Takács Nikolas.
A Bon-Bon zenekar legnagyobb slágereiből musical készült Nem vagyunk mi angyalok címmel, amelynek írója Duba Gábor, rendezője Háda János. Bemutatóra a Hatszín Teátrumban került sor 2018. december 8-án.

## Albumai
- 1995 – Kapaszkodj meg! (PolyGram-3T)
- 1996 – Just A Fool (PolyGram-3T)
- 1997 – Csak a holnapnak élek (PolyGram-3T)
- 1998 – Nem vagyunk mi angyalok (PolyGram-3T)
- 1999 – The Name Is Bon…Bon-Bon (Universal-3T)
- 2000 – Időutazás (1995-2000) (Universal-3T)
- 2001 – Irány a légió! (Universal-3T)
- 2003 – 008 (Universal-3T)
- 2004 – Kapod, amit látsz! (RWR)
- 2006 – Dupla élvezet (Gold)
- 2007 – All In (EMI)
- 2008 – Swing (EMI)
- 2010 – Mindig úton (Universal Music – Zebra)
- 2011 – 5.1 (Super Sound Kft.)
- 2014 – Follow me (GrundRecords)
- 2017 – Bé oldal (Universal Music Hungary)